# Nazaré (freguesia)
Nazaré is een plaats (freguesia) in de Portugese gemeente Nazaré en telt 10.080 inwoners (2001).